# Niewolnictwo seksualne

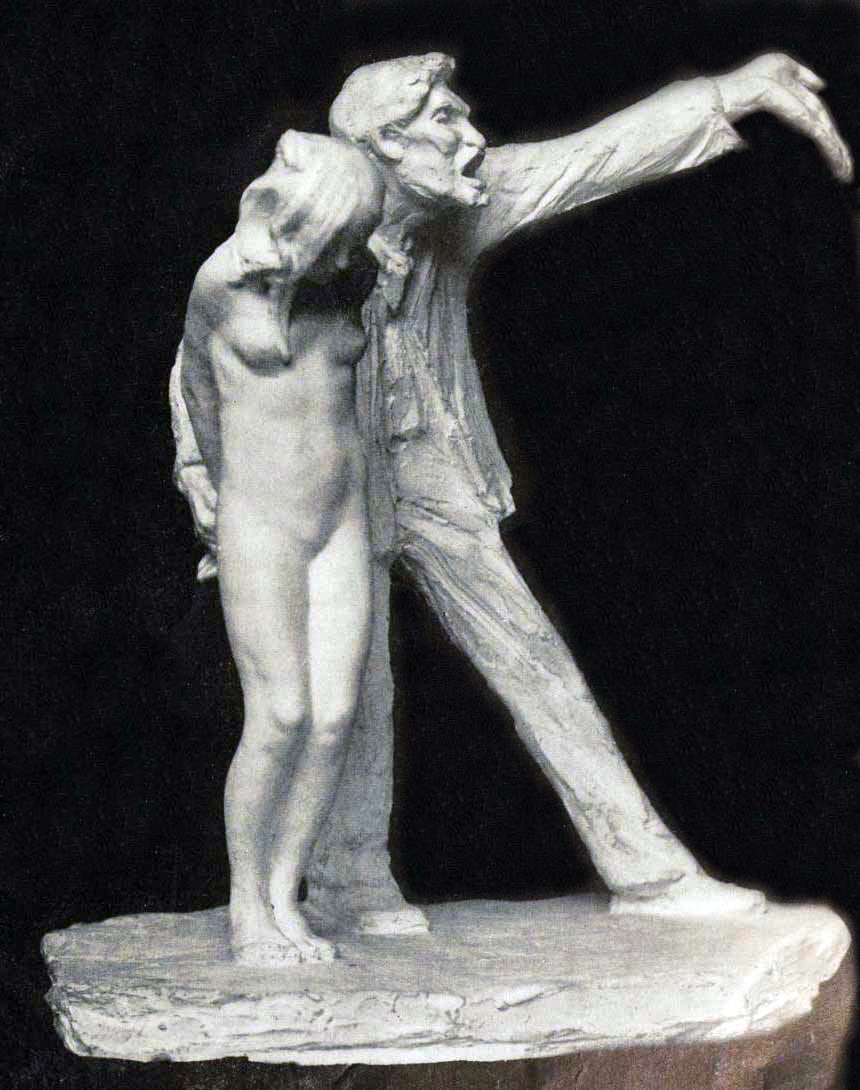
Abastenia St. Leger Eberle, Biała niewolnica, 1912–1913, lokalizacja nieznana

Niewolnictwo seksualne – zmuszanie ludzi do niewolnictwa polegającego na byciu ofiarą przemocy seksualnej.
Skala i natężenie zjawiska w poszczególnych państwach jest przedmiotem badań UNESCO współpracującego w tej kwestii z różnymi podmiotami międzynarodowymi. Niewolnictwo seksualne może mieć charakter przynależności osoby zniewolonej do jednego właściciela, rytualnego niewolnictwa czasami powiązanego z określonymi praktykami religijnymi, niewolnictwa, którego głównym celem są powody niezwiązane ze sferą seksualną, lecz mimo to polegającego również na przemocy seksualnej, oraz przymusowej prostytucji. Podczas Światowej Konferencji Praw Człowieka w Wiedniu, zorganizowanej przez ONZ w 1993 roku, przyjęto Deklarację Wiedeńską i Program Działań, wzywające do międzynarodowego przeciwdziałania zjawisku seksualnego niewolnictwa, jako łamiącego prawa człowieka, w tym często prawa kobiet.
Szacuje się, że każdego roku 1,39 miliona kobiet i dzieci pada ofiarą niewolnictwa seksualnego.